# Anisodactylus binotatus
Anisodactylus binotatus (лат.) — вид жуков из подсемейства харпалины семейства жужелицы. Западнопалеарктический таксон, встречающийся от Европы (к югу от 62° с.ш) и Северной Африки до Средней Азии. Эвритопный вид: луга, водоёмы с растительностью, поля и рудералы; от низменностей до гор.  Жуки среднего размера, темноокрашенные блестящие (почти чёрные) с нормально развитыми крыльями (макроптерные), длина около 1 см (10-13 мм). На голове между глазами имеются красно-коричневые пятна. Включены в состав номинативного подрода Anisodactylus.
В 1938 году был завезён в Новую Зеландию.